# Jonas Wind
Jonas Older Wind (sinh ngày 7 tháng 2 năm 1999) là một cầu thủ bóng đá chuyên nghiệp người Đan Mạch hiện đang thi đấu ở vị trí tiền đạo cho câu lạc bộ Bundesliga VfL Wolfsburg và đội tuyển bóng đá quốc gia Đan Mạch.

## Thống kê sự nghiệp

### Câu lạc bộ
Tính đến ngày 8 tháng 11 năm 2022
| Club          | Season       | League           | League | League | National Cup | National Cup | Continental | Continental | Total | Total |
| Club          | Season       | Division         | Apps   | Goals  | Apps         | Goals        | Apps        | Goals       | Apps  | Goals |
| ------------- | ------------ | ---------------- | ------ | ------ | ------------ | ------------ | ----------- | ----------- | ----- | ----- |
| Copenhagen    | 2017–18      | Danish Superliga | 10     | 2      | 0            | 0            | 1           | 0           | 11    | 2     |
| Copenhagen    | 2018–19      | Danish Superliga | 21     | 6      | 1            | 0            | 2           | 0           | 24    | 6     |
| Copenhagen    | 2019–20      | Danish Superliga | 13     | 7      | 0            | 0            | 6           | 3           | 19    | 10    |
| Copenhagen    | 2020–21      | Danish Superliga | 28     | 15     | 1            | 0            | 3           | 2           | 32    | 17    |
| Copenhagen    | 2021–22      | Danish Superliga | 16     | 6      | 1            | 0            | 10          | 5           | 27    | 11    |
| Copenhagen    | Total        | Total            | 88     | 36     | 3            | 0            | 22          | 10          | 113   | 46    |
| VfL Wolfsburg | 2021–22      | Bundesliga       | 14     | 5      | —            | —            | —           | —           | 14    | 5     |
| VfL Wolfsburg | 2022–23      | Bundesliga       | 6      | 1      | 1            | 0            | —           | —           | 7     | 1     |
| VfL Wolfsburg | Total        | Total            | 20     | 6      | 1            | 0            | —           | —           | 21    | 6     |
| Career total  | Career total | Career total     | 108    | 42     | 4            | 0            | 22          | 10          | 134   | 52    |

1. 1 2 3  Appearance(s) in UEFA Europa League
2. ↑  Four appearances and one goal in UEFA Champions League, two appearances and two goals in UEFA Europa League
3. ↑  Appearances in UEFA Europa Conference League

### Quốc tế
Tính đến ngày 20 tháng 11 năm 2023
| Đội tuyển quốc gia | Năm  | Trận | Bàn |
| ------------------ | ---- | ---- | --- |
| Đan Mạch           | 2020 | 4    | 2   |
| Đan Mạch           | 2021 | 8    | 2   |
| Đan Mạch           | 2022 | 3    | 1   |
| Đan Mạch           | 2023 | 10   | 3   |
| Tổng               | Tổng | 25   | 8   |

Bàn thắng và kết quả của Đan Mạch được để trước.
| # | Ngày                 | Địa điểm                                      | Số trận | Đối thủ        | Bàn thắng | Kết quả | Giải đấu                      |
| - | -------------------- | --------------------------------------------- | ------- | -------------- | --------- | ------- | ----------------------------- |
| 1 | 11 tháng 11 năm 2020 | Sân vận động Brøndby, Brøndbyvester, Đan Mạch | 2       | Thụy Điển      | 1–0       | 2–0     | Giao hữu                      |
| 2 | 18 tháng 11 năm 2020 | Den Dreef, Leuven, Bỉ                         | 4       | Bỉ             | 1–1       | 2–4     | UEFA Nations League 2020–21   |
| 3 | 25 tháng 3 năm 2021  | Sân vận động Bloomfield, Tel Aviv, Israel     | 5       | Israel         | 2–0       | 2–0     | Vòng loại FIFA World Cup 2022 |
| 4 | 4 tháng 9 năm 2021   | Tórsvøllur, Tórshavn, Quần đảo Faroe          | 11      | Quần đảo Faroe | 1–0       | 1–0     | Vòng loại FIFA World Cup 2022 |
| 5 | 13 tháng 6 năm 2022  | Sân vận động Parken, Copenhagen, Đan Mạch     | 15      | Áo             | 1–0       | 2–0     | UEFA Nations League 2022–23   |
| 6 | 16 tháng 6 năm 2023  | Sân vận động Parken, Copenhagen, Đan Mạch     | 18      | Bắc Ireland    | 1–0       | 1–0     | Vòng loại UEFA Euro 2024      |
| 7 | 7 tháng 9 năm 2023   | Sân vận động Parken, Copenhagen, Đan Mạch     | 20      | San Marino     | 3–0       | 4–0     | Vòng loại UEFA Euro 2024      |
| 8 | 14 tháng 10 năm 2023 | Sân vận động Parken, Copenhagen, Đan Mạch     | 22      | Kazakhstan     | 1–0       | 3–1     | Vòng loại UEFA Euro 2024      |

## Danh hiệu
Copenhagen
- Danish Superliga: 2018–19[6] 2021-22